# Paul Ehrlich – Ein Leben für die Forschung
Paul Ehrlich – Ein Leben für die Forschung ist ein US-amerikanischer Spielfilm aus dem Jahre 1940. Der Film von William Dieterle mit Edward G. Robinson in der Titelrolle beleuchtet die Lebensgeschichte des deutschen Arztes und Chemikers Paul Ehrlich, der für die Begründung der Immunologie im Jahre 1908 den Nobelpreis erhielt. Alternativtitel ist Die Lebensgeschichte Paul Ehrlichs.

## Handlung
Der an der Charité arbeitende Arzt Paul Ehrlich ist unzufrieden mit seiner Arbeit, da er mit dem Behandeln von Patienten auf der Stelle tritt und allein mit der Praxis keinerlei Fortschritte in der Bekämpfung der Syphilis erzielen kann. Mit seinem Drang, auch wissenschaftlich arbeiten zu wollen, stößt er bei seinen Kollegen und Vorgesetzten auf Unverständnis, die ihn wiederholt an seine Pflichten als Mitarbeiter der Klinik erinnern. Er will kündigen, doch seine Frau Hedwig überzeugt ihn vom Gegenteil.
Im Labor begegnet er zufällig Emil von Behring, der für das Institut von Robert Koch arbeitet. Sie kommen ins Gespräch. Tage später erhält er eine Einladung zu einem Symposium am Institut. Er geht hin, obwohl er zu dieser Zeit Dienst hat. Er erregt die Aufmerksamkeit Kochs, als er von der Möglichkeit spricht, Tuberkulose-Erreger durch Färbung sichtbar zu machen. Als er aber bei dem Treffen seinem Klinikleiter begegnet, wird er entlassen. Er stürzt sich jedoch mit Eifer in die Arbeit an einer ihm von Koch zur Verfügung gestellten Probe. Zwei Monate lang hat er keinen Erfolg. Als eines Tages seine Frau gegen seine Anweisungen den Ofen in dem notdürftig zum Labor umfunktionierten Raum seiner Wohnung anheizt, reagiert Ehrlich zunächst mit Zorn, weil er glaubt, die auf dem Ofen abgelegten Proben seien dadurch unbrauchbar geworden. Doch unter dem Mikroskop erkennt er, dass gerade die Wärme endlich zum gewünschten Resultat geführt hat. Jedoch hat Ehrlich sich durch die permanente Arbeit mit den Proben seine Gesundheit ruiniert und sich mit dem Erreger infiziert. Er bittet den anwesenden von Behring, niemanden etwas davon zu sagen.
Ehrlich präsentiert das Ergebnis Robert Koch. Der ist begeistert und bekommt durch diesen Fortschritt vom anwesenden Minister Althoff die lang ersehnte finanzielle Unterstützung vom Haushaltsausschuss in Aussicht gestellt. Koch verschafft Ehrlich eine Stellung am Institut. Als Ehrlich daraufhin mit seiner Frau und von Behring den Erfolg feiert, bricht er beim Tanzen zusammen. Von Behring und seine Frau können ihn überzeugen, eine Kur in Ägypten anzutreten.
Dort erholt Ehrlich sich etwas, hat aber nicht lange Ruhe, da er von den Einheimischen um medizinische Hilfe gebeten wird. Er kommt jedoch zu spät. Ein Junge wurde von einer Schlange gebissen und stirbt. Dessen Vater, der im Laufe seines Lebens schon mehrfach gebissen wurde, ist kerngesund. Dieses scheinbare Wunder lässt Ehrlich nicht los. Zurück in Berlin, möchte er mit Schlangen experimentieren, um die Auswirkungen des Giftes auf das menschliche Immunsystem zu untersuchen. Er macht rasch Fortschritte, während sein Freund von Behring nicht in der Lage ist, der sich ausbreitenden Diphtherie Herr zu werden. Es gelingt den beiden aber, ihre Ergebnisse zu kombinieren. Kontinuierlich höhere Dosen des Erregers sollen die Infizierten schließlich in die Lage versetzen, genügend Antikörper zu entwickeln.
Inzwischen hat sich die Diphtherie zur Epidemie entwickelt. Auf Anordnung des Ministers soll das entwickelte Serum in einem kontrollierten Experiment an der Charité getestet werden. Unter den Argusaugen seiner ehemaligen Kollegen und Vorgesetzten verabreicht Ehrlich das Serum den kranken Kindern. Als er jedoch mehr als die von Klinikleiter Hartman erlaubten 20 Kinder behandelt, schreitet dieser ein, jedoch ohne Erfolg. Allerdings bekommen Ehrlich und von Behring später ein Hausverbot erteilt, als Ehrlich Hartman gegenüber die Drohung ausspricht, die Angehörigen über Hartmanns Verhalten zu informieren.
Er wird zu Minister Althoff zitiert, der ihm Vorwürfe wegen seines Verhaltens macht, dem verdutzten Ehrlich aber auch mitteilt, dass sein Antitoxin Erfolge erzielt habe. Althoff möchte für Ehrlich ein großes Labor einrichten, wo er ungehindert nach einem ähnlichen Serum gegen Typhus forschen solle. Von Behring solle eine Professur an der Universität Marburg bekommen. Doch Ehrlich hat andere Pläne. Ihm schwebt die Bekämpfung von Krankheiten mittels Chemikaliencocktails vor, die er magische Kugeln oder Zauberkugeln nennt (die titelgebenden „magic bullets“).
15 Jahre später. Ehrlich ist inzwischen Leiter des Serum-Instituts in Frankfurt am Main. Er arbeitet an seiner Theorie von den magischen Kugeln, die später als Seitenkettentheorie in die Geschichte eingehen soll. Für seine Arbeiten um die Immunologie hat er den Nobelpreis erhalten. Er hat jedoch Probleme mit dem Haushaltsausschuss, der ihm die Mittel kürzen will, da er seine Zeit mit ihrer Meinung nach unnützen Experimenten an Mäusen und Kaninchen verbringt.
Jedoch bekommt er eine Abhandlung über die Entdeckung und Isolierung des Syphilis-Erregers durch Fritz Schaudinn zugeschickt. Er ist überzeugt, dass diese Krankheit mit Hilfe von Arsen, einem Hauptbestandteil seiner Zauberkugeln, bekämpft werden kann. Als er Besuch von seinem alten Freund von Behring bekommt, freut er sich zunächst und die beiden verbringen einen gemütlichen Abend mit Ehrlichs Frau Hedi. Als aber von Behring auf die wahren Gründe seines Besuchs zu sprechen kommt, geraten die beiden in Streit. Von Behring soll im Auftrage des Haushaltsausschusses seinen Freund davon überzeugen, von seinen Hirngespinsten über magische Kugeln abzulassen. Ehrlich wirft ihm im Gegenzug vor, nur am Status quo festhalten zu wollen und seinen Forscherdrang ad acta gelegt zu haben. Sie trennen sich im Zorn und der Ausschuss, dem inzwischen auch Ehrlichs Kollege und Kontrahent an der Charité, Dr. Hans Wolfert angehört, kürzt Ehrlich die Mittel.
Seiner Frau gelingt es, Kontakt zur wohlhabenden Franziska Speyer herzustellen, die als Witwe von Georg Speyer das Mäzenatentum ihres verstorbenen Mannes weiterführt. Ehrlich kann sie überzeugen, ihn finanziell zu fördern. Schließlich hat Ehrlich Erfolg. Nach 606 Testreihen gelingt es ihm, die Heilkraft des Arsens größtmöglich einzusetzen und gleichzeitig dessen schädigende Wirkung zu minimieren.
Doch ein Test in der Praxis steht noch aus. Das Institut führt einen Test an einer Gruppe von Tagelöhnern und Bettlern, die sich freiwillig gemeldet haben, durch. Die Behandlungen zeitigen erste Erfolge. Doch Ehrlich ist sich noch nicht sicher und lehnt die Bitte, das Präparat 606 auch anderen Ärzten und Kliniken zur Verfügung zu stellen, zunächst ab, willigt dann jedoch ein, das Mittel freizugeben und die industrielle Produktion starten zu lassen.
Doch es kommt zu Komplikationen und ersten Todesfällen. Als die sich häufen, startet Dr. Wolfert eine Zeitungskampagne gegen Ehrlich und sein angeblich todbringendes Mittel. Ehrlich will nicht darauf reagieren, stimmt dann jedoch zu, Wolfert wegen Verleumdung zu verklagen. Im Verlaufe des Prozesses gerät jedoch der eigentliche Verhandlungsgegenstand in der Hintergrund und das Präparat 606 und Ehrlichs Verantwortung für die Todesfälle werden in den Mittelpunkt gestellt. Dann soll von Behring als Zeuge der Verteidigung für Wolfert aussagen. Doch er hält ein leidenschaftliches Plädoyer für das Präparat, die medizinische Forschung und Ehrlichs Arbeit. Vor Gericht kommt es zur Versöhnung der beiden. Wolfert wird der Verleumdung für schuldig befunden und Ehrlich rehabilitiert.
Auf seinem Sterbebett erinnert sich Ehrlich schließlich im Beisein seiner Freunde, Kollegen und Weggefährten an die Wichtigkeit zu forschen und gegen alle Widerstände für seine Ziele zu kämpfen.

## Hintergrund
Der Film wurde vom 23. Oktober bis zum 9. Dezember 1939 in den Warner Bros. Studios Burbank gedreht. Die Uraufführung erfolgte am 23. Februar 1940 im Strand Theatre, New York, der allgemeine Kinostart am 2. März 1940.
Der Film löste zum Zeitpunkt seiner Entstehung eine Kontroverse aus, da einige Menschen der Meinung waren, das Thema der Syphilis sei zu heikel, um in einem Kinofilm verarbeitet zu werden. Die Familie von Paul Ehrlich war jedoch so begeistert von der Darstellung Robinsons, dass sie ihm einen originalen Brief von Ehrlich schenkten.
Im Gegensatz zum Film war Friedrich Althoff in der Realität nie Minister, jedoch als Ministerialdirektor ein einflussreicher Kulturpolitiker in Preußen, der zahlreiche Wissenschaftler wie Robert Koch, Paul Ehrlich oder Emil von Behring förderte und sie bei Institutsgründungen unterstützte.

## Deutsche Fassungen
Der Film lief im Jahr 1945 in den österreichischen und unter dem Titel Die Lebensgeschichte Paul Ehrlichs 1946 in den deutschen Kinos an. Unter dem neuen Titel Paul Ehrlich – Ein Leben für die Forschung wurde er am 30. Januar 1965 erstmals im bundesdeutschen Fernsehen (ARD) gezeigt. Dazu gab die ARD auch eine neue deutsche Synchronbearbeitung in Auftrag, die 1964 bei der Bavaria Film Synchron GmbH in München entstand. Das Dialogbuch verfasste M. Z. Thomas, Synchronregie führte Rolf von Sydow. Diese Neufassung wird seither stets gezeigt.

## Rezeption
„Eine packende Filmbiografie mit sorgfältig erarbeitetem Drehbuch, die dank E.G. Robinsons Darstellung ein faszinierendes Persönlichkeitsbild zeichnet. Deutsche Emigranten wie Dieterle und Bassermann setzten einem Wissenschaftler ein Denkmal, der in Deutschland zur NS-Zeit aus rassistischen Gründen totgeschwiegen wurde.“

„idealisierend und melodramatisch, eindrucksvoll Robinson. (Wertung: 2½ Sterne = überdurchschnittlich)“

„Hervorragendes Persönlichkeitsbild des Forschers.“

„Filmisch und darstellerisch ausgezeichnete Biografie des Chemotherapeuten Paul Ehrlich. Ein trotz seines Alters (Herstellungsjahr 1940!) unverstaubt wirkender, sehenswerter Film!“

Die Autoren John Huston, Heinz Herald und Norman Burnstine waren mit ihrem Drehbuch für den Oscar nominiert.

## Soundtrack
- Max Steiner: Dr. Ehrlich's Magic Bullet. Suite, auf ders.: Max Steiner... Memories. The Final Album in the Max Steiner Music Society Series. Tony Thomas Productions, Burbank o. J., Tonträger-Nr. TT-MS-17 – Originalaufnahme der Filmmusik, eingespielt vom Warner Bros. Studio Orchestra unter der Leitung des Komponisten (bislang nur auf LP veröffentlicht)